# 동일본 전신전화
あ동일본전신전화주식회사(일본어: 東日本電信電話株式会社 히가시닛폰덴신덴와[*], NIPPON TELEGRAPH AND TELEPHONE EAST CORPORATION)는 일본의 전기 통신 사업자이다. 약칭은 NTT 히가시니혼(NTT 동일본, NTT東日本)이며,
일본전신전화(NTT) 산하의 자회사이다.

## 개요
1999년 7월 1일에 일본전신전화 주식회사(NTT)의 재편성에 따른, 간토·고신에쓰 이북의 도쿄도와 홋카이도 및 15 현을 관할하는 회사이다. 현재는 지주회사가 된 NTT 산하에 있다.
출범과 동시에 NTT 브랜드의 휴대폰 판매원을 계승하고 있다.

## 같이 보기
- NTT 서일본
- NTT 커뮤니케이션즈
- NTT 금융